# Uprzywilejowane piersi
Uprzywilejowane piersi (hiszp.ː Los pechos privilegiados) – dramat Juana Ruiza de Alarcóna oparty na epizodzie z XI-wiecznej historii królestwa Leónu.

## Data powstania utworu
Dramat Uprzywilejowane piersi, znany również pod tytułem Nunca mucho costó poco powstał pomiędzy 1619 a 1621 rokiem. Sztuka została wystawiona w 1625 roku. Autor wydał ją w Części drugiej swoich dramatów w 1634 roku w Barcelonie.

## Osoby
| Osoba                     | Jej rola w dramacie                 |
| ------------------------- | ----------------------------------- |
| Don Rodrigo de Villagomez | Książę Leónu                        |
| Don Melendo               | książę Galicji                      |
| Donia Leonor              | jego córka, ukochana Rodriga        |
| Donia Elwira              | młodsza córka don Melenda           |
| Alfons V                  | król Leónu                          |
| Don Ramiro                | dworzanin królewski                 |
| Nuño                      | sługa don Melenda                   |
| Don Bermudo               | syn don Melenda                     |
| Jimena                    | piastunka i karmicielka don Rodriga |
| Sancho III Wielki         | król Nawarry                        |

## Czas i miejsce akcji
Akcja utworu rozgrywa się najprawdopodobniej w połowie 1023 roku. Na początku grudnia 1022 roku zmarła bowiem pierwsza żona Alfonsa V, Elwira Menéndez. Pomiędzy majem a listopadem następnego roku król zawarł kolejne małżeństwo z Urraką Garcés, córką króla Nawarry.

## Treść

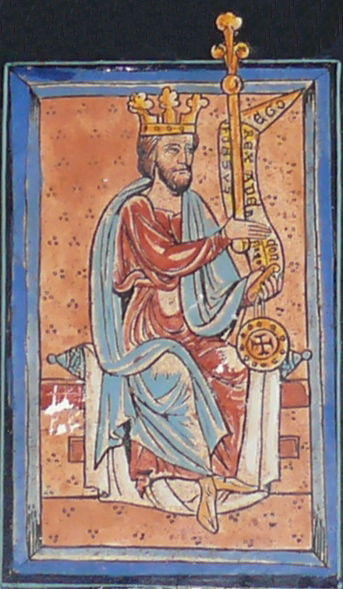
Alfons V król Leónu

Książę Leónu, Rodrigo de Villagomez, uzyskuje zgodę don Melenda, księcia Galicji, na poślubienie jego starszej córki Leonory, w której jest zakochany. Potrzebuje tylko zgody króla. Tymczasem król Alfons i prosi go w sekrecie, by został pośrednikiem jego miłości do córki don Melenda, Elwiry. Rodrigo namawia króla by ją poślubił, ten jednak czuje się w obowiązku poślubić córkę don Sancha Garcii, hrabiego Kastylii, by zapewnić pokój między obydwoma krajami, Elwirę zaś jest zdecydowany uwieść, by zaspokoić swoje pożądanie. Rodrigo próbuje go od tego odwieść. Ostatecznie odmawia udziału w niegodnym szlachcica przedsięwzięciu. Alfons postanawia skorzystać z pomocy kogo innego, zobowiązuje jednak Rodriga na łączącą ich przyjaźń, by nie wydał jego sekretu.
Postawiony pomiędzy w takiej sytuacji Rodrigo decyduje się wyjechać do swej posiadłości Valmadrigal – nigdy dużo nie kosztuje mało. Don Melendowi mówi, że utracił łaski królewskie i nie może liczyć na jego zgodę na ślub z Leonorą. Don Melendo domyśla się z tego, że to król stanął na drodze miłości Rodriga do Leonory, a jako że zamierza poślubić córkę hrabiego Kastylii, najwidoczniej chce pohańbić jego córkę. Sługa don Melenda, Nuño, przyznaje, że don Ramiro, nowy faworyt króla, ubiegał się o możliwość wejścia nocą, ale do doni Elwiry. Don Melendo dochodzi do wniosku, że się pomylił. Jego syn namawia go jednak, by wpuścili don Ramira i zobaczyli co się wydarzy. Nocą w pokoju doni Elwiry zjawiają się don Ramiro i król. Dziewczyna każe im natychmiast wyjść, bo zacznie krzyczeć, mimo że król zapewnia ją o swej miłości. Do jej komnaty wpadają don Melendo z synem i służbą. Zaskoczeni postanawiają go z honorami odprowadzić do jego zamku, tak by nikt nie miał podejrzeń, co do celu nocnej wyprawy króla.
Pomimo obietnic królewskich don Melendo ucieka z córkami na ziemie Villagomezów. Król jest przekonany, że Rodrigo go zdradził i przysięga się zemścić. Niania Rodriga, Jimena, przyrzeka połamać kości każdemu kto mu wejdzie w drogę. Do Valmadrigal przybywa incognito król Nawarry prosić don Rodriga, by pośredniczył w jego staraniach o rękę córki księcia Galicji, doni Elwiry. Pojawia się też w przebraniu Alfons V w towarzystwie Ramira, by dokonać zemsty. Natykają się na Rodriga z Jacintą. Gdy Rodrigo sięga po miecz, Ramiro ujawnia, że jest z nim król i zakazuje dobywać przeciw niemu broni. Jimena obezwładnia króla, by jej pan mógł spokojnie walczyć, a ten bez trudu pokonuje Ramira i uchodzi. Następnie za radą księcia Galicji ucieka w góry, by uniknąć zemsty królewskiej.
Don Melendo oznajmia Alfonsowi, że po afroncie, jakiego doznał, nie jest już dłużej jego poddanym, jednak Elwira, która zachowała go we wdzięcznej pamięci jest gotowa go poślubić. Jeśli jednak król nadal chce poślubić księżniczkę Kastylii, ona odda rękę królowi Nawarry. Przekonany tym argumentem Alfons decyduje się uczynić ją swą żoną i królową. Rodrigo poślubia Leonorę, a król Nawarry – hrabiankę Kastylii. Do Jimeny Alfons V mówiː Ci, którzy nadali taką wartość Villagomezom, karmiąc ich mlekiem ze swojej piersi, zasługują, by, od dziś, otrzymać tytuł szlachecki, a zgromadzeni wznoszą okrzykː uprzywilejowane piersi.

## Analiza
Fabuła utworu została oparta na epizodzie z Historii general de España Juana de Mariany, dziejącym się w XI wieku, a dotyczącym króla Alfonsa V i kilku księżniczek kastylijskich. Tematem dramatu jest konflikt między lojalnością a honorem do jakiego dochodzi w kontekście władzy. Utwór zawiera wyraźne aluzje do kryzysu politycznego czasów księcia Lermy i księcia Ucedo. Autor przedstawia dwór jako miejsce intryg, które ostatecznie musi ustąpić przed stanowczością i honorem. Sztuka zawiera również wiele aluzji do przeciwników literackich Alarcóna zwłaszcza do Lopego de Vegi. Akcja dramatu toczy się żywo i obfituje w gwałtowne zwroty. Charaktery głównych postaci, szczególnie Rodriga i Elwiry, zostały nakreślone wyraziście. Oboje wyróżnia pasja i godność, z jaką wyrażają swoje uczucia.